# Franceschetto Cybo
Franceschetto Cybo (asi 1450, Neapol – 25. července 1519, Tunis) byl italský šlechtic, nelegitimní syn papeže Inocence VIII.
Ačkoli byl vášnivým hráčem karetních her, získával od svého otce významné pozice v Papežském státě: stal se např. guvernérem Říma (1488) a získal titul hraběte Lateránského paláce. Roku 1490 se pokusil ukrást papežský poklad.
O dva roky později, když Inocenc VIII. zemřel, začal žít v Janově a Toskánsku. Po zvolení papeže Julia II., který mu byl příznivě nakloněn, se nicméně mohl do Říma vrátit. Julius mu udělil titul vévody ze Spoleta.
Franceschetto zemřel roku 1519 při návštěvě Tunisu. Je pohřben v hrobce Inocence VIII. v bazilice svatého Petra.

## Osobní život
Z diplomatických důvodů byl naplánován jeho sňatek s Maddalenou de' Medici, dcerou Lorenza Medicejského, k němuž došlo roku 1487. Maddaleně tehdy bylo pouhých 13 let a Francescovi zhruba 37. Díky sňatku se stal švagrem papeže Lva X. (Giovanniho de Medici). S Maddalenou měl sedm dětí:
1. Lucrezia (1489–1492)
2. Clarice (1490–1492)
3. Innocenzo (1491–1550) – budoucí kardinál
4. Lorenzo (1500–1549) – vévoda z Ferentilla, oženil se s Ricciardou Malaspina a založil tak rod Cybo Malaspina
5. Caterina (1501–1557) – provdala se za vévodu z Camerina
6. Ippolita (1503–1503)
7. Giovanni Battista (1505–1550)